# Thomas Shelby
Thomas Michael Shelby, detto Tommy, è un personaggio immaginario, protagonista della serie televisiva Peaky Blinders. È interpretato da Cillian Murphy e doppiato in italiano da Simone D'Andrea.

## Biografia
Thomas Michael Shelby è nato a Birmingham il 16 ottobre 1890 da una famiglia di irlandesi e rom ed è cresciuto nel quartiere Small Heath. Ha frequentato Greta Jurossi, una donna di origini italiane sui 20 anni e morta di tubercolosi. Le sue esperienze come sergente maggiore durante la Grande Guerra lo hanno portato a soffrire di PTSD ed è implicito che ne sia tornato come un uomo cambiato.
Membro della famiglia Shelby, è il fratello di Arthur (il maggiore), John, Ada (unica donna) e Finn (il minore). Insieme alla zia Polly Shelby, è il perno della famiglia Shelby, colui che ne gestisce gli affari e che porterà la famiglia ad allargare il suo giro di affari da Birmingham al commercio internazionale. 
Nonostante si affermi inizialmente come un uomo forte, deciso e caratterizzato da una grande leadership e un grande senso degli affari, con il passare delle stagioni i suoi problemi personali portano Thomas ad avere grandi momenti di debolezza e a volte ad essere poco concentrato sulla famiglia. 
Sul lato sentimentale si segnala un grande interesse verso Grace, una donna irlandese inizialmente mandata a Brighton per spiare proprio gli Shelby, la quale però si innamora di Tommy e nonostante abbia compiuto la sua missione alla fine tornerà da Thomas, rompendo con il marito e sposandosi con esso, dal quale avrà un figlio, Charlie.
Dopo la morte di Grace Tommy si risposa con Lizzie, dalla quale avrà una figlia, Ruby. Nella sesta stagione i due romperanno a causa della morte della figlia e degli atteggiamenti di Shelby verso la compagna e dei suoi traffici legati al lavoro. Nell'ultima stagione si scopre anche che Tommy ha avuto un altro figlio, Erasmus, nato ai tempi in cui era di stanza in Francia a causa della prima guerra mondiale, e che di conseguenza risulta essere il suo figlio maggiore. 

## Accoglienza
Per la sua interpretazione di Tommy Shelby, Murphy ha ricevuto ampi consensi dalla critica e ha vinto l'Irish Film & Television Academy nel 2018 come miglior attore protagonista in un film drammatico. Nel 2020, Murphy ha ricevuto un National Television Award per la migliore interpretazione drammatica per lo stesso ruolo, battendo artisti del calibro di Jodie Comer e Idris Elba al premio. Emily VanDerWerff ha elogiato il personaggio, "chiamare Murphy magnetico potrebbe sminuire la sua presenza, e anche se il resto dei Blinders è abbastanza buono, lo spettacolo non può fare a meno di abbassarsi un po' ogni volta che Murphy non è nei paraggi". Morgan Jeffery elogia il "carisma da star del cinema" del personaggio, mentre Maureen Ryan dice "Tommy Shelby potrebbe non essere un brav'uomo, ma è straordinariamente guardabile".